# Stolnica v São Paulu
Metropolitanska stolnica Marije Vnebovzete in svetega Pavla (portugalsko Catedral Metropolitana de Nossa Senhora da Assunção e São Paulo), znana tudi kot stolnica Sé (portugalsko Catedral da Sé), je stolnica rimskokatoliške nadškofije São Paulo, Brazilija. Njegov trenutni in sedmi nadškof metropolit je kardinal Dom Odilo Pedro Scherer, ki ga je papež Benedikt XVI. imenoval 21. marca 2007 in umestil 29. aprila istega leta. Gradnja obstoječe stolnice v neogotskem slogu se je začela leta 1913 in končala štiri desetletja kasneje. Pripravljena je bila za posvetitev ob 400. obletnici ustanovitve takrat skromne vasi v São Paulu, ki so jo ustanovili Chief ali Cacique Tibiriçá in jezuitska duhovnika Manuel da Nóbrega in José de Anchieta. Kljub kupoli v renesančnem slogu metropolitansko stolnico São Paulo nekateri štejejo za četrto največjo neogotsko stolnico na svetu.

## Zgodovina
Zgodovina stolnice v São Paulu sega v leto 1589, ko je bilo odločeno, da bo glavna cerkev (Matriz) zgrajena v majhni vasici São Paulo. Ta cerkev, ki je bila na mestu sedanje stolnice, je bila dokončana šele okoli leta 1616. São Paulo je leta 1745 postal sedež škofije, stara cerkev pa je bila porušena in nadomeščena z novo, zgrajeno v baročnem slogu, ki je bila dokončana okrog 1764. Ta skromna cerkev je bila stolnica do leta 1911, ko so jo porušili.
Sedanja stavba je bila zgrajena pod Duartejem Leopoldom e Silvo, prvim nadškofom São Paula. Gradnja se je začela leta 1913 na mestu porušene kolonialne stavbe po projektu nemškega arhitekta Maximiliana Emila Hehla, ki je zasnoval neogotsko strukturo. Delo je potekalo počasi in slavnostna otvoritev nove stolnice se je zgodila šele leta 1954, stolpa pa sta bila še nedokončana, vendar pravočasno za praznovanje četrte stoletnice Sao Paula. Stolpa so dokončali šele leta 1967.
Po dolgem obdobju propadanja je bila stolnica med letoma 2000 in 2002 deležna popolne prenove. Poleg popravila stavbe so bili dokončani številni vrhovi nad ladjo in stolpa. Prvotni gradbeni načrti iz leta 1912 so bili najdeni znotraj stavbe, kar je omogočilo zvesto obnovo.

## Stavba
Stolnica je največja katoliška cerkev v mestu São Paulo in druga največja po binkoštnem templju Templo de Salomão: 111 metrov dolga, 46 metrov široka, z dvema bočnima stolpoma, ki dosegata višino 92 metrov. Njena površina je 5300 kvadratnih metrov, tlorisna površina pa 6700 kvadratnih metrov. Stolnica je cerkev v tlorisu latinskega križa, petladijska in kupolo, ki sega 30 metrov nad križiščem. Čeprav je stavba na splošno neogotska, se kupola zgleduje po renesančni kupoli stolnice v Firencah. Stoji na Praça da Sé ali trgu Sé.
Stolnica ima skupno kapaciteto za 8000 ljudi. Za njeno dokončanje je bilo uporabljenih več kot 800 ton redkega marmorja. Notranji kapiteli so okrašeni z izklesanimi brazilskimi izdelki, kot so veje kave, ananas in avtohtone živali, kot so pasavci.

## Kripta
Kripta, ki je pod glavnim oltarjem, je zelo velika in jo lahko štejemo za samostojno podzemno cerkev. Okrašena je z marmornatimi skulpturami Francisca Leopolda e Silve, ki prikazujejo zgodovino Joba in svetega Hieronima.
V kripti so grobnice vseh škofov in nadškofov São Paula. Posebej velja omeniti bronasti grobnici dveh pomembnih zgodovinskih osebnosti: očeta Dioga Feijója in cacique Tibiriçá. Feijó je bil regent Brazilije v času otroštva cesarja Petra II. Tibiriçá je bil cacique (poglavar) plemena Guaianás, ki je v 16. stoletju pozdravil prve jezuite na planoti Piratininga in čigar pomoč je omogočila ustanovitev São Paula.
Leta 2004 so v kripto prenesli človeške posmrtne ostanke Bartolomeua de Gusmão (1685–1724), jezuita iz nekdanje portugalske kolonije Brazilije in inovatorja načrtovanja zračnih ladij, lažjih od zraka.

## Orgle
Orgle v stolnici, ki jih je leta 1954 zgradilo italijansko podjetje Balbiani & Rossi, so ene največjih v Latinski Ameriki. Ima pet klaviatur, 329 stopalk, 120 registrov in 12.000 piščali, katerih ustja prikazujejo ročno vgravirane reliefe v gotskem slogu.